# Vuelta a España 2003
Den 58. udgave af Vuelta a España blev arrangeret fra 6. til 28. september 2003. 

## Etaperne
| Etape     | Dag           | Start – Mål                                   | km         | Etapevinder         | Sammenlagt                |
| --------- | ------------- | --------------------------------------------- | ---------- | ------------------- | ------------------------- |
| 1. etape  | 6. september  | Gijón                                         | 28 (TTT)   | ONCE-Eroski         | Igor Gonzalez de Galdeano |
| 2. etape  | 7. september  | Gijón – Cangas de Onís                        | 148        | Luis Pérez          | Joaquín Rodríguez         |
| 3. etape  | 8. september  | Cangas de Onís – Santander                    | 154        | Alessandro Petacchi | Joaquín Rodríguez         |
| 4. etape  | 9. september  | Santander – Burgos                            | 151        | Unai Etxebarria     | Isidro Nozal              |
| 5. etape  | 10. september | Soria – Zaragoza                              | 167        | Alessandro Petacchi | Isidro Nozal              |
| 6. etape  | 11. september | Zaragoza                                      | 43,8 (ITT) | Isidro Nozal        | Isidro Nozal              |
| 7. etape  | 12. september | Huesca – Cauterets                            | 190,0      | Michael Rasmussen   | Isidro Nozal              |
| 8. etape  | 13. september | Cauterets – Val d'Aran (Pla de Beret)         | 166        | Joaquín Rodríguez   | Isidro Nozal              |
| 9. etape  | 14. september | Val d'Aran (Viella) – Port Envalira (Andorra) | 175        | Alejandro Valverde  | Isidro Nozal              |
| 10. etape | 15. september | Andorra – Sabadell                            | 194        | Erik Zabel          | Isidro Nozal              |
| Hviledag  |               |                                               |            |                     |                           |
| 11. etape | 17. september | Utiel – Cuenca                                | 162        | Erik Zabel          | Isidro Nozal              |
| 12. etape | 18. september | Cuenca – Albacete                             | 169        | Alessandro Petacchi | Isidro Nozal              |
| 13. etape | 19. september | Albacete                                      | 53,3 (ITT) | Isidro Nozal        | Isidro Nozal              |
| 14. etape | 20. september | Albacete – Valdepeñas                         | 167,5      | Alessandro Petacchi | Isidro Nozal              |
| 15. etape | 21. september | Valdepeñas – Sierra de la Pandera             | 172        | Alejandro Valverde  | Isidro Nozal              |
| Hviledag  |               |                                               |            |                     |                           |
| 16. etape | 23. september | Jaén – Sierra Nevada                          | 162        | Félix Cárdenas      | Isidro Nozal              |
| 17. etape | 24. september | Granada – Cordoba                             | 188        | David Millar        | Isidro Nozal              |
| 18. etape | 25. september | Las Rozas                                     | 143        | Pedro Diaz Lobato   | Isidro Nozal              |
| 19. etape | 26. september | Alcobendas – Collado Villalba                 | 164        | Filippo Simeoni     | Isidro Nozal              |
| 20. etape | 27. september | San Lorenzo de El Escorial – Alto de Abantos  | 11,2 (ITT) | Roberto Heras       | Roberto Heras             |
| 21. etape | 28. september | Madrid                                        | 146        | Alessandro Petacchi | Roberto Heras             |

## Sammenlagt
| Plads | Rytter                    | Hold | Tid      |
| ----- | ------------------------- | ---- | -------- |
| 1.    | Roberto Heras             | USP  | 69:31.52 |
| 2.    | Isidro Nozal              | ONE  | + 0.28   |
| 3.    | Alejandro Valverde        | KEL  | + 2.25   |
| 4.    | Igor González de Galdeano | ONE  | + 3.27   |
| 5.    | Francisco Mancebo         | BAN  | + 4.47   |
| 6.    | Manuel Beltran            | USP  | + 5.51   |
| 7.    | Michael Rasmussen         | RAB  | + 5.56   |
| 8.    | Félix Cárdenas            | L2C  | + 6.33   |
| 9.    | Unai Osa                  | BAN  | + 6.51   |
| 10.   | Luis Perez                | COF  | + 7.56   |

## Pointkonkurrencen
| Plads | Rytter              | Hold | Point |
| ----- | ------------------- | ---- | ----- |
| 1.    | Erik Zabel          | TEL  | 181   |
| 2.    | Alejandro Valverde  | KEL  | 161   |
| 3.    | Alessandro Petacchi | FAS  | 160   |

## Bjergkonkurrencen
| Plads | Rytter         | Hold | Point |
| ----- | -------------- | ---- | ----- |
| 1.    | Félix Cárdenas | L2C  | 204   |
| 2.    | Aitor Osa      | BAN  | 112   |
| 3.    | Joan Horrach   | MIL  | 101   |

## Kombinationskonkurrencen
Pointene i kombinationskonkurrencen udregnes ved at summere placering i de andre konkurrencer
| Plads | Rytter             | Hold | Point |
| ----- | ------------------ | ---- | ----- |
| 1.    | Alejandro Valverde | KEL  | 9     |
| 2.    | Félix Cárdenas     | L2C  | 13    |
| 3.    | Roberto Heras      | USP  | 14    |

## Holdkonkurrencen
| Plads | Hold                 | Tid         |
| ----- | -------------------- | ----------- |
| 1.    | IBanesto.com         | 208:43:05   |
| 2.    | Once-Eroski          | + 1:03 min  |
| 3.    | Kelme - Costa Blanca | + 17:07 min |

## Eksterne links
- Officielle side Arkiveret 30. oktober 2007 hos  Wayback Machine